# إمارة بني مسرة
إمارة بني مسرة إمارة إباضية زناتية بالمغرب الأوسط أنشأت قبل سيطرت الدولة الفاطمية على المنطقة

## تاريخ
كانت عاصمة الإمارة أوزكا  بولاية سعيدة ويعتقد أن مكانها الحالي عين الحجر و كان زعيمهم عبد الرحمن بن أودموت بن سنان و الذي من الأغلب أن تسمية منطقة " تاودموت " بضواحي سيدي بلعباس قد أخذت تسميتها تيمنا به .
وكانت مدينة أوزكا عاصمة الإمارة تبعد عن تيهرت بثلاث مراحل غربا